# Iōannīs Aleuras
Iōannīs Aleuras (IPA: [ˈʝanis alevˈɾas]), traslitterato anche come Ioannis Alevras (in greco Ιωάννης Αλευράς?; Messene, 1912 – Atene, 6 aprile 1995) è stato un politico greco.

## Biografia
È stato Presidente della Repubblica Ellenica ad interim dal 10 marzo al 30 marzo 1985.